# Samantha Mumba
Samantha Tamania Anne Cecilia Mumba (née le 18 janvier 1983 à Dublin en Irlande) est une chanteuse irlandaise, actrice et occasionnellement, une mannequin. Son premier album, contenant le single Gotta Tell You, sorti en 2000 a eu un énorme succès international,. Après quelques difficultés dans son label, son second album a été annulé.
En parallèle, elle s’est également illustrée dans plusieurs productions filmiques telles que : La Machine à explorer le temps (2002), Spin the bottle (2003), Boy Eats Girl (2005), Nailed (2006), Johnny Was (2006), Once Upon a time In Dublin (2009), Cross (2011), Loftus Hall (2014), Home (2016) et Casting (2017).

## Biographie

### Vie personnelle
Samantha Mumba est née au Palmer Street Hospital de Dublin, Irlande. Son père, Peter Mumba, est un ingénieur aéronautique zambien et sa mère Barbara est une hôtesse de l'air irlandaise. Son frère, Omero Mumba est acteur.
Elle a abandonné l'école dès 15 ans pour se concentrer sur sa carrière musicale, expliquant qu'il devenait difficile de rester à l'école et de travailler sur sa musique.

## Carrière musicale

### Gotta Tell You
À l'âge de 15 ans, elle fut découverte dans une émission de TV de jeunes talents par Louis Walsh, manager de Boyzone et Westlife. Walsh la fait signer chez Polydor. Elle voyage entre le Danemark, la Suède, le Royaume-Uni et l'Irlande pour enregistrer son premier album Gotta Tell You qu'elle a coproduit.
Son premier single, Gotta tell you, réalisé en 2000, la propulse directement dans le top 10 des classements européens et américains. Six mois plus tard, l'album est certifié disque de platine.
Après plusieurs succès, on lui attribue le surnom de « La Britney Spears noire ».
En 2002, elle est nommée aux Grammy Awards pour son titre Baby, Come Over (This is Our night), mais ne remporte pas le prix.
Elle devient par la suite l'ambassadrice de Dior en Irlande et de Reebok au Royaume-Uni.
En 2025, elle est annoncée comme participante à Eurosong 2025, avec la chanson "My Way", l'émission irlandaise désignant le représentant de l'Irlande à l'Eurovision 2025.

### Woman
En 2002, Mumba réalise son second album Woman, mais à cause des faibles ventes du premier single I'm Right Here aux États-Unis, elle est licenciée par son label et son album annulé.
En 2004, elle est dans tous les journaux people pour avoir porté une robe composée de 3 000 diamants d'un coût de 5 millions de dollars lors de la première de Spiderman 2.

### The Collection
Une compilation de ses chansons, The Collection, a été réalisée le 23 octobre 2006 sur des plateformes de téléchargement (environ 20 000 albums vendus au Royaume-Uni).

### Retour (2025-prséent)
Après des années d'abscence, elle est annoncée comme participante à Eurosong 2025, avec la chanson "My Way", l'émission irlandaise désignant le représentant de l'Irlande à l'Eurovision 2025. Dans un même temps, elle apparait dans deux épisodes de la série Harry Wild, campée par Jane Seymour.

## Awards/Nominations
- MOBO Awards
  - 2001, Best Album: Gotta Tell You (Nommée)
  - 2000, Best Video: Gotta Tell You (Nommée)

## Filmographie

### Longs métrages
- 2002 : La Machine à explorer le temps (The Time Machine) de Simon Wells : Mara
- 2003 : Spin the Bottle d'Ian Fitzgibbon
- 2005 : Boy Eats Girl de Stephen Bradley : Jessica
- 2006 : Nailed d'Adrian O'Connell : Sapphire
- 2006 : Johnny Was de Mark Hammond : Rita
- 2009 : Once Upon a Time in Dublin de Jason Figgis
- 2011 : Cross de Patrick Durham : Ishka (vidéo)
- 2014 : Loftus Hall de Gary Kenneally
- 2016 : Home de Frank Linx
- 2017 : Casting de Dino May

## Discographie

### Albums
| Année | Album          | U.S. Billboard 200 | UK | Aus | IRL | GER |
| ----- | -------------- | ------------------ | -- | --- | --- | --- |
| 2000  | Gotta Tell You | 67                 | 10 | -   | 14  | 53  |
| 2006  | The Collection | -                  | -  | -   | -   | -   |

### Albums annulés
- Woman (2002)

### Singles
| Année | Chanson                                | Album          | U.S. | UK | Aus | IRL | GER |
| ----- | -------------------------------------- | -------------- | ---- | -- | --- | --- | --- |
| 2000  | Gotta Tell You                         | Gotta Tell You | 4    | 2  | 3   | 1   | 17  |
| 2000  | Body II Body                           | -              | 5    | 14 | 2   | 58  |     |
| 2001  | Always Come Back to Your Love          | -              | 3    | 63 | 1   | -   |     |
| 2001  | Baby Come Over                         | -              | 49   | 5  | 35  | 1   | 67  |
| 2001  | Don't Need You To (Tell Me I'm Pretty) | -              | -    | -  | -   | -   | -   |
| 2001  | Lately                                 | -              | -    | 6  | -   | 6   | -   |
| 2002  | I'm Right Here                         | Woman          | 80   | 5  | 2   | 1   | 81  |

- - Indique qu'il n'y a pas eu de charts
- une case blanche indique que la chanson n'a pas été réalisée
- n/a signifie qu'il n'y a aucune information possible